# Ornel Gega
Ornel Gega (Alessio, 24 marzo 1990) è un ex rugbista a 15 italiano di origine albanese, in carriera tallonatore di Mogliano, Petrarca e Benetton e 15 volte internazionale per l'Italia dal 2016 al 2017.

## Biografia
Nato ad Alessio, in Albania, ma cresciuto in Italia a Treviso fin dall'età di 9 anni, Gega crebbe nelle giovanili del Paese, in cui entrò a 15 anni, per poi passare in quelle del Benetton.
Il debutto in Eccellenza avvenne nel 2010-11 nelle file del Petrarca, squadra con cui, al primo anno da professionista, si aggiudicò il titolo di campione d'Italia; successivamente fu permit player per il Benetton, pur continuando a militare a Padova.
Nel 2013 fu convocato nell'Italia Emergenti che prese parte alla Nations Cup 2013 e, in quello stesso anno, si trasferì al Mogliano.
Dopo un biennio a Mogliano il Benetton riacquistò Gega a partire dalla stagione di Pro12 2015-16; in occasione del Sei Nazioni 2016 il C.T. della Nazionale italiana Jacques Brunel convocò Gega insieme ad altri esordienti provenienti dall'Eccellenza e lo schierò al debutto di competizione a Saint-Denis contro la Francia, in una partita che l'Italia perse 21-23.
Gega mantenne il posto in Nazionale con l'avvento della gestione tecnica O'Shea e, durante il tour 2016 nelle Americhe, realizzò anche i suoi primi punti, due mete nel test match contro gli Stati Uniti, replicate poi una settimana più tardi contro il Canada, confermandosi anche nei test autunnali e il successivo Sei Nazioni.
Con un comunicato la società Benetton Treviso ha ufficializzato il giorno 20 gennaio 2020 il ritiro di Gega dall'attività agonistica, a seguito di un infortunio del 2017 e le relative complicazioni post operatorie.

## Palmarès
- Campionati italiani: 1
Petrarca: 2010-11